# 新世紀資通
新世紀資通股份有限公司（簡稱NCIC），是台灣民營電信固網公司之一，是由台灣遠東集團透過遠傳電信投資成立之固網公司，2001年2月14日取得固網執照並於同年開台營運。
「Seednet」與「速博」（Sparq*）皆為其品牌之名稱。

## 簡歷
- 1988年7月，經濟部科技顧問室（現經濟部技術處）委由資訊工業策進會（簡稱資策會）成立「SEED計畫」(SEED:Software Engineering Environment Development) 。
- 1992年，成立SEEDNet網路，開始開放工商企業界使用。在中華電信HiNet尚未出現前，SEEDNet是台灣的國內企業界連網的唯一方式。初期並提供SLIP／PPP上網套件供民眾使用數據機將個人電腦連上網際網路。
- 1995年7月，由於網際網路的快速發展，資策會成立網路事業群，負責SEEDNet的營運業務。
- 1998年11月，資策會將網路事業群獨立成為一家網際網路連線服務公司（ISP），定名為「數位聯合電信股份有限公司」，亦於同年將公司簡稱改為SEEDNet。
- 2000年，數位聯合電信原已準備於美國那斯達克掛牌上市，卻因為網路泡沫化、大環境不佳，在掛牌前一刻緊急喊停。之後遠東集團旗下的新世紀資通已經取得數位聯合電信近50％股權，成為該公司的最大股東；該公司總部及IDC機房位於台北市內湖科技園區。
- 2000年6月1日，遠東集團及新加坡電信、統一企業等企業合資成立新世紀資通，營運品牌為速博(Sparq)。
- 2001年5月12日，臺北縣汐止市東方科學園區發生火災，數位聯合電信雖未直接遭受波及，但因機房斷電造成設於該大樓機房主機代管的伺服器無法連線，緊急將設備遷至內湖科技園區內的總部。
- 2003年，新世紀資通投資台灣第二大ISP「數位聯合電信」。
- 2006年9月，新世紀資通與新加坡電信及其大股東淡馬錫控股一同取得天空傳媒股權。
- 2007年6月15日，《工商時報》報導，新世紀資通加碼新台幣2億元在數位聯合電信持股增至53％，持股已經超過50%。但新世紀資通後來也被遠傳電信持有50%以上的股票。
- 2008年3月13日，新世紀資通與遠傳電信及數位聯合電信宣佈共同成立「遠東集團電信事業群」。
- 2009年3月16日，新世紀資通與數位聯合電信(Digital United)合併，新世紀資通為存續公司，數位聯合電信為消滅公司，「SEEDNet」品牌仍保留。
- 2010年6月25日，遠傳電信宣佈，將透過轉投資之子公司「遠新資通」以每股新台幣10.93元、共計新台幣208億元收購新世紀資通。完成併購後遠傳持有新世紀資通股份的100%，而新世紀資通及品牌名稱仍將存續。[2]
- 2011年4月1日，SEEDNet馬上辦中心併入遠傳電信直營門市。

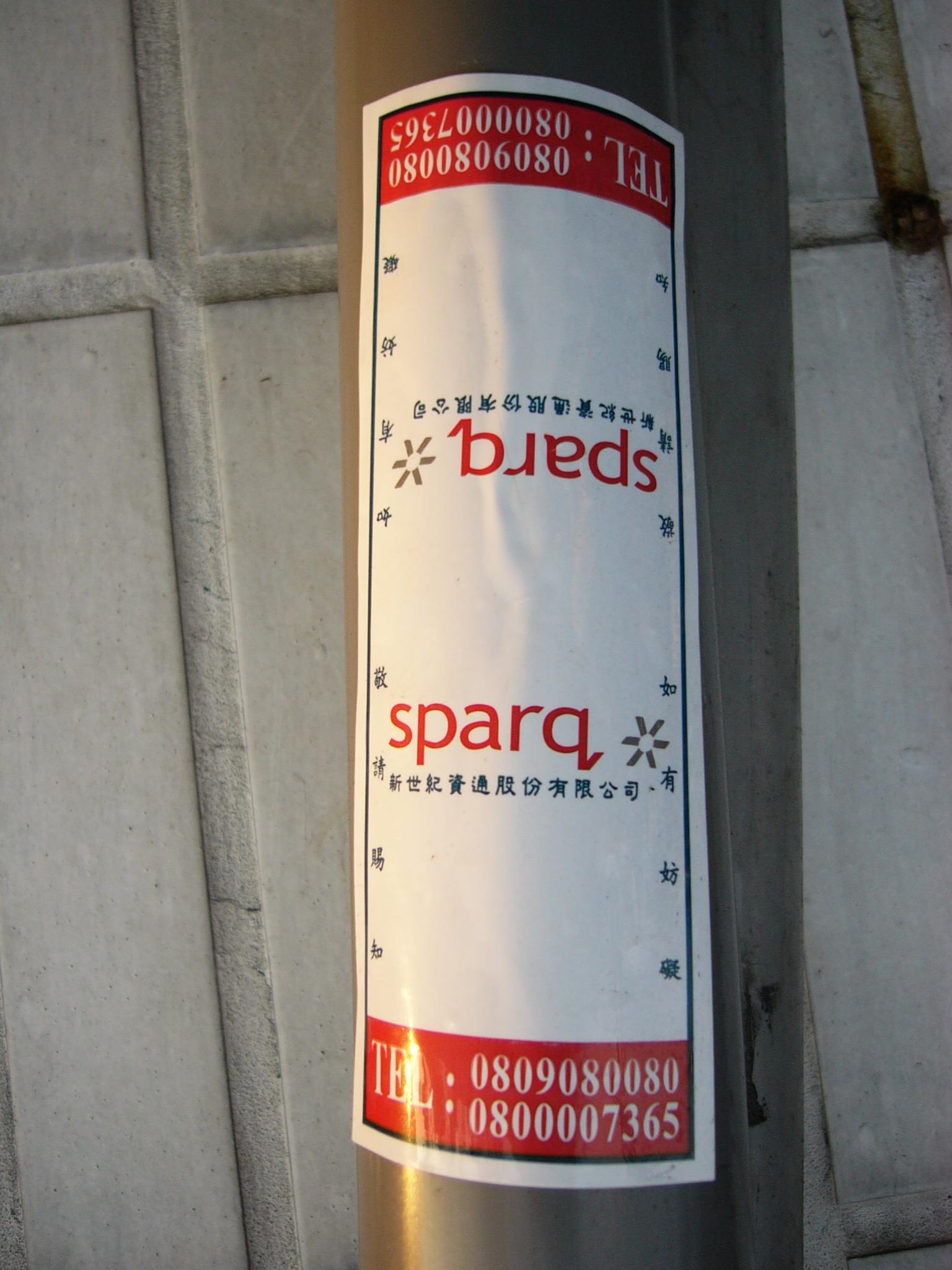
新世紀資通的固網線路標籤。
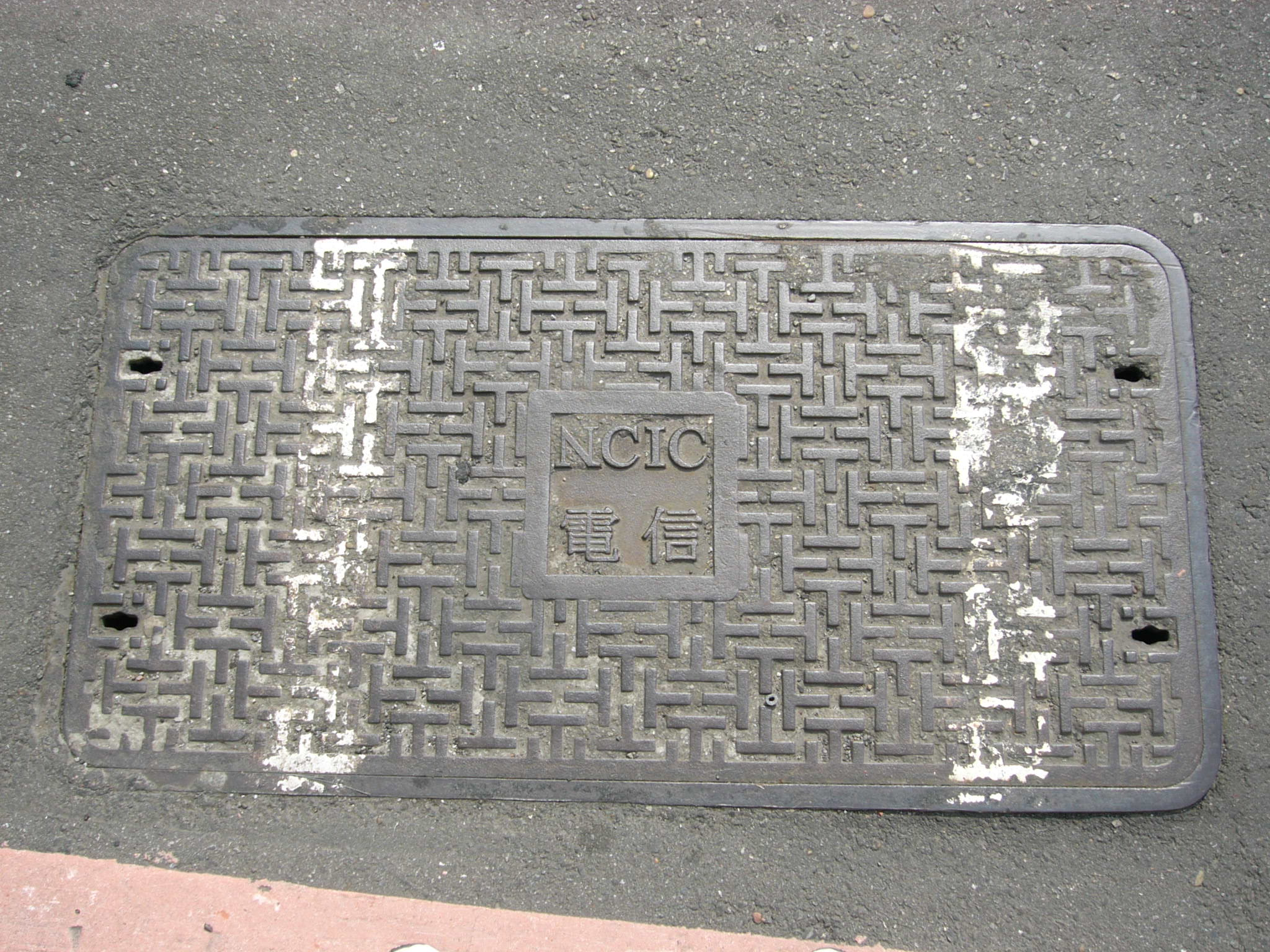
新世紀資通的長方形人孔蓋。

## 事件
- 2014年1月15日，因使用違反資安之通訊設備，被NCC罰款300萬元。[3]

## 外部連結
- 新世紀資通（Seednet） （页面存档备份，存于）